# Diaspidiotus mccombi
Diaspidiotus mccombi är en insektsart som beskrevs av Mckenzie 1963. Diaspidiotus mccombi ingår i släktet Diaspidiotus och familjen pansarsköldlöss. Inga underarter finns listade i Catalogue of Life.